# 大阪大学中之島センター

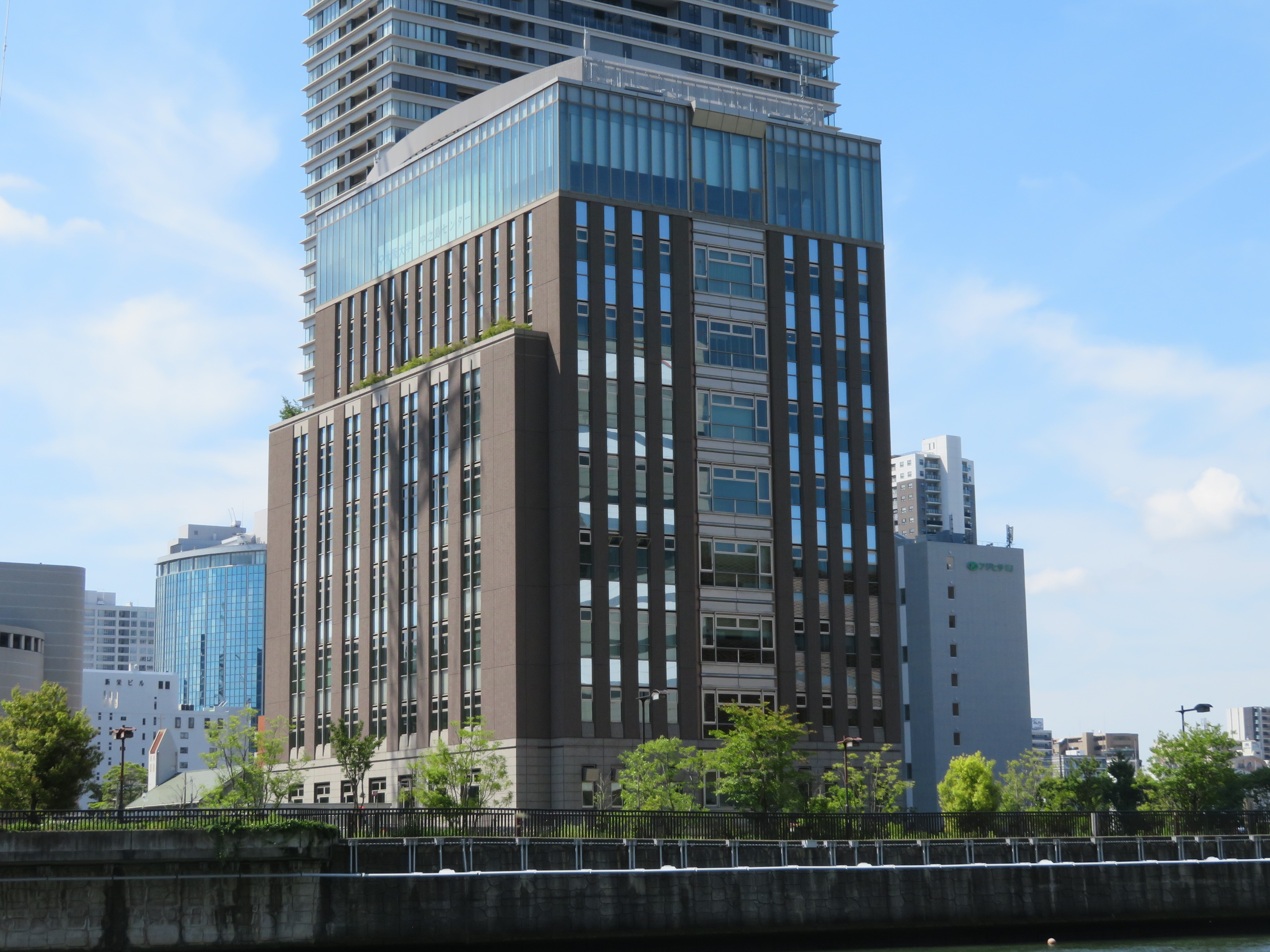
大阪大学中之島センター

大阪大学中之島センター（おおさかだいがくなかのしまセンター、Osaka University Nakanoshima Center、ONC）は、大阪市北区中之島にある大阪大学の施設。2012年（平成24年）3月31日まではキャンパス・イノベーションセンター（大阪地区）と同じ建物であったが、その後は大阪大学が建物全てを管理している。

## 概要
当施設は吹田キャンパスに移転した医学部の跡地に建設され、2004年（平成16年）4月に開設している。
「平成の適塾・懐徳堂」として、情報を発信し、産業界と連携を深めることが目的である。「第三キャンパス」という位置づけもあり、当施設にて学生や院生のための講義も行われる。
建物の地上10階建てのうち、3階から6階は独立行政法人国立大学財務・経営センターの管轄であったが（～2012年3月31日）、その後は全施設の管理・運営を大阪大学が行っている。
大阪大学創立90周年・大阪外国語大学創立100周年記念事業として、センターを改修し機能強化を行うため、2021年4月1日から2023年3月31日まで休館の予定である。

## 施設概要
- 10階
  - 佐治敬三メモリアルホール（192席）

佐治敬三（理学部卒）の遺族から寄付を受けたことに因む。
- 9階
  - 会議室1（16席）・会議室2（16席）、特別会議室（12席）
  - 交流サロン「サロン・ド・ラミカル」（リーガロイヤルホテル直営）

- 7階
  - 講義室702（60席）・講義室703（105席）

- 5階
  - 講義室506（36席）・講義室507（72席）

- 4階
  - 講義室404（36席）・講義室406（72席）

- 3階
  - 講義室301（75席）・講義室302（42席）
  - 講義室303（42席）・講義室304（102席）

- 2階
  - 講義室201（54席）
  - カフェテリア「スコラ」（リーガロイヤルホテル直営）

## 所在地・アクセス等
- 所在地：大阪市北区中之島4-3-53

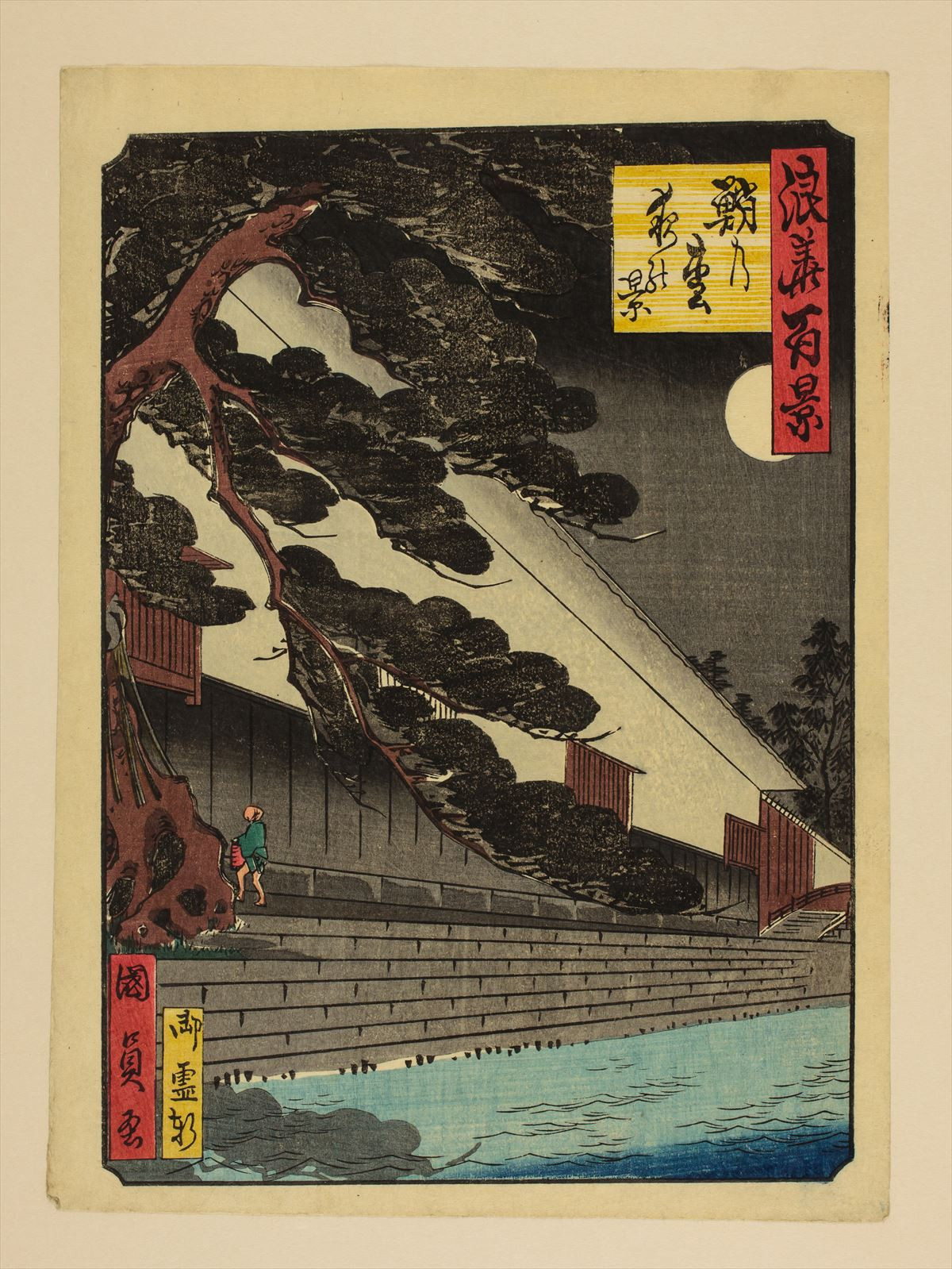
かつては久留米藩の蔵屋敷があった（『浪花百景』鮹の松夜の景）

- アクセス：大阪シティバス「田蓑橋」徒歩1分、京阪電鉄中之島線「中之島駅」徒歩5分